# Championnats d'Asie de cyclisme 2009
Navigation
Championnats d'Asie 2008 Championnats d'Asie 2010
Les Championnats d'Asie de cyclisme 2009 se sont déroulés du 14 au 20 août 2009 à Tenggarong en Indonésie.

## Résultats des championnats sur route

### Épreuves masculines
| Épreuves         | Or                              | Argent                          | Bronze                        |
| ---------------- | ------------------------------- | ------------------------------- | ----------------------------- |
| Course en ligne  | Dmitriy Fofonov Kazakhstan      | Alexandre Vinokourov Kazakhstan | Valentin Iglinskiy Kazakhstan |
| Contre-la-montre | Alexandre Vinokourov Kazakhstan | Andrey Mizourov Kazakhstan      | Evgeny Vakker Kirghizistan    |

### Épreuves féminines
| Épreuves         | Or                | Argent                      | Bronze                         |
| ---------------- | ----------------- | --------------------------- | ------------------------------ |
| Course en ligne  | Tang Kerong Chine | Hsiao Mei-yu Taipei chinois | Natalya Stefanskaya Kazakhstan |
| Contre-la-montre | Tang Kerong Chine | Chanpeng Nontasin Thaïlande | Marina Andreichenko Kazakhstan |

## Résultats des championnats sur piste

### Épreuves masculines
| Épreuves               | Or                                                           | Argent                                                               | Bronze                                                                            |
| ---------------------- | ------------------------------------------------------------ | -------------------------------------------------------------------- | --------------------------------------------------------------------------------- |
| Keirin                 | Kazunari Watanabe Japon                                      | Mohd Hafiz Sufian Malaisie                                           | Mahmoud Parash Iran                                                               |
| Kilomètre              | Han Tao Chine                                                | Mohd Rizal Tisin Malaisie                                            | Wong Kin Chung Hong Kong                                                          |
| Vitesse individuelle   | Azizulhasni Awang Malaisie                                   | Kazunari Watanabe Japon                                              | Bao Saifei Chine                                                                  |
| Vitesse par équipes    | Malaisie Azizulhasni Awang Mohd Edrus Yunus Mohd Rizal Tisin | Iran Farzin Arab Hassan Ali Varposhti Alireza Ahmadi                 | Chine Zhang Qiang Bao Saifei Han Tao                                              |
| Poursuite individuelle | Li Wei Chine                                                 | Vladimir Tuychiev Ouzbékistan                                        | Feng Chun-kai Taipei chinois                                                      |
| Poursuite par équipes  | Chine Li Wei Qu Xuelong Ma Teng Chen Libin                   | Iran Arvin Moazzami Alireza Haghi Behnam Khosroshahi Hossein Nateghi | Kazakhstan Sergey Kuzin Nikolay Ivanov Anton Diganov Alexey Kolessov Maxim Gourov |
| Course aux points      | Vladimir Tuychiev Ouzbékistan                                | Kazuhiro Mori Japon                                                  | Kwok Ho Ting Hong Kong                                                            |
| Scratch                | Mehdi Sohrabi Iran                                           | Ilya Chernyshov Kazakhstan                                           | Wong Kam Po Hong Kong                                                             |
| Américaine             | Hong Kong Kwok Ho Ting Wong Kam Po                           | Japon Kazuhiro Mori Masakazu Ito                                     | Kazakhstan Sergey Kuzin Ilya Chernyshov                                           |
| Omnium                 | Kwok Ho Ting Hong Kong                                       | Wu Po-hung Taipei chinois                                            | Ryu Sasaki Japon                                                                  |

### Épreuves féminines
| Épreuves               | Or                                     | Argent                                                            | Bronze                                         |
| ---------------------- | -------------------------------------- | ----------------------------------------------------------------- | ---------------------------------------------- |
| 500 mètres             | Gong Jinjie Chine                      | Lee Wai Sze Hong Kong                                             | Fatehah Mustapa Malaisie                       |
| Keirin                 | Zheng Lulu Chine                       | Hiroko Ishii Japon                                                | Jutatip Maneephan Thaïlande                    |
| Vitesse individuelle   | Zheng Lulu Chine                       | Gong Jinjie Chine                                                 | Fatehah Mustapa Malaisie                       |
| Vitesse par équipes    | Chine Zheng Lulu Gong Jinjie           | Taipei chinois Hsiao Mei-yu Huang Ting-ying                       | Thaïlande Jutatip Maneephan Wathinee Luekajorh |
| Poursuite individuelle | Wu Chaomei Chine                       | Satomi Wadami Japon                                               | Chanpeng Nontasin Thaïlande                    |
| Poursuite par équipes  | Chine Meng Lang Wu Chaomei Tang Kerong | Thaïlande Chanpeng Nontasin Monrudee Chapookham Wilaiwan Kunlapha | Indonésie Haryati Wahyuti Sri Rahayu Fitriyani |
| Course aux points      | Meng Lang Chine                        | Chanpeng Nontasin Thaïlande                                       | Hiroko Ishii Japon                             |
| Scratch                | Meng Lang Chine                        | Jamie Wong Hong Kong                                              | Thatsani Wichana Thaïlande                     |
| Omnium                 | Santia Tri Kusuma Indonésie            | Sutharat Boonsawat Thaïlande                                      | Hsiao Mei-yu Taipei chinois                    |

## Référence
- (en) Cet article est partiellement ou en totalité issu de l’article de Wikipédia en anglais intitulé « 2009 Asian Cycling Championships » (voir la liste des auteurs).